# Watuagung (Dongko)
Watuagung is een bestuurslaag in het regentschap Trenggalek van de provincie Oost-Java, Indonesië. Watuagung telt 3408 inwoners (volkstelling 2010).